# Irene (peintre)
Pour les articles homonymes, voir Irene.
Irene ou Eirene (grec moderne : Ειρήνη) est une peintre de la Grèce antique. 

## Biographie
Fille et élève du peintre Cratinus, Irène est l'une des cinq ou six femmes artistes de l'Antiquité mentionnées par Pline l'Ancien dans son histoire naturelle (XL.147-148) en 77 avant J.-C., avec Timarété, Aristarete (en), Iaia, Olympia (ca) et potentiellement Calypso (ca),. Il lui attribue la peinture d'une jeune fille d'Éleusis.
À la Renaissance, Boccace, un humaniste du XIVe siècle, inclut Irene dans son œuvre De mulieribus claris (Sur les femmes célèbres ou Des dames de renom), Il lui attribue plus d'œuvres que Pline l'Ancien : une Calypso âgée, le gladiateur Theodorus et le danseur Alcisthenes.